# Сейсмічність Азербайджану
У цілому вся територія Азербайджану характеризується високою сейсмоактивністю.

## Загальна характеристика
Загальне сейсмічне тло Азербайджану 5-6 бальне (за шкалою Ріхтера). На території Азербайджану також виділені дві області можливих сильних землетрусів. Перша область (Шемаха-Закатальська, Дашкесан-Зангезурська область) характеризується високою сейсмічною активністю (8 балів); можливі землетруси до 9 балів в епіцентрі з глибиною залягання гіпоцентру 15-20 км; частота повторення відчутних землетрусів (4-6 балів) в цій області втричі вища, ніж у другій. Друга область, (Куринська і Прикаспійська западини, а також Апшеронський район) характеризується порівняно невисокою сейсмоактивністю, можливі землетруси до 7 балів в епіцентрі та гіпоцентром, з глибиною залягання 20-50 км.

## Землетруси XXI століття

### 2017
15 листопада, о 23:48:01 (за місцевим часом), на території Азербайджану стався помірний (за шкалою інтенсивності МSK-64) землетрус магнітудою 5,7 балів (за шкалою Ріхтера). За даними Центру сейсмологічної служби Національної академії наук Азербайджану, епіцентр землетрусу знаходився поблизу міста Барда, за 275 км на південь від столиці м. Баку. Гіпоцентр землетрусу залягав на глибині 25 км. Підземні поштовхи відчувалися також у Вірменії та Грузії.

### 2019
5 лютого, о 23:31 (за місцевим часом), на півночі Азербайджану стався помірний (за шкалою інтенсивності МSK-64) землетрус магнітудою від 5,1 до 6,0 балів (за шкалою Ріхтера). Згідно з даними Європейського середземноморського сейсмологічного центру (EMSC), в цей же час, в Азербайджані з інтервалом приблизно в 10 хв. сталися два сильно відчутні (за шкалою інтенсивності МSK-64) землетруси магнітудою 4,4 і 5,1 балів (за шкалою Ріхтера). За даними Геологічної служби США (USGS), епіцентр землетрусу знаходився за 26 км на північний схід від міста Баскаєв. Гіпоцентр землетрусу залягав на глибині 10 км. Землетрус відчули не тільки жителі північної частини країни, а й столиці Азербайджану – м. Баку. В результаті землетрусу в Шемахинському районі, розташованому на північному заході країни, були пошкоджені паркани деяких приватних будинків, три людини - отримали поранення та були доставлені до лікарні.

### 2023
4 липня, одразу після опівночі, в Каспійському морі був зафіксований помірний (за шкалою інтенсивності МSK-64) землетрус. Згідно з повідомленням Центру сейсмологічної служби Національної академії наук Азербайджану, магнітуда землетрусу становила 5,7 балів (за шкалою Ріхтера). Геологічна служба США (USGS) оцінила магнітуду землетрусу в 5,4 балів (за шкалою Ріхтера). Землетрус відчувався також в містах Губа, Хачмаз, Сіязань, Сумгаїт і Баку, а також на Абшеронському півострові і прилеглих районах до 5-4 балів. Європейський середземноморський сейсмологічний центр (EMSC) повідомив, що епіцентр землетрусу зафіксували за 80 км на північний схід від міста Хачмаз, гіпоцентр землетрусу залягав на глибині 20 км. Підземні поштовхи відчувалися в декількох регіонах Азербайджану, включаючи столицю м. Баку. Зазначається, що мешканці столиці, які залишили свої будинки, перебували на вулицях, побоюючись повторних поштовхів.
3 вересня, о 20:38 (за місцевим часом), в Азербайджані стався помірний (за шкалою інтенсивності МSK-64) землетрус магнітудою 5,0 балів (за шкалою Ріхтера). За даними Центру сейсмологічної служби Національної академії наук Азербайджану, епіцентр землетрусу розташовувався за 14 км на південний схід від міста Кюрдамир. Гіпоцентр землетрусу залягав на глибині 50 км. Підземні поштовхи також відчувалися у Саатлінському, Бейлаганському, Мінґячевірському, Ярдимлинському та Габалінському районах.
7 грудня, о 08:16 (за місцевим часом), у Каспійському морі стався помірний (за шкалою інтенсивності МSK-64) землетрус з магнітудою 5,6 балів (за шкалою Ріхтера). За даними Центру сейсмологічної служби при Національній академії наук Азербайджану, гіпоцентр землетрусу залягав на глибині 68 км. Землетрус відчувався в азербайджанській столиці м. Баку та низці інших міст. Пізніше Сейсмологічна служба Міністерства з надзвичайних ситуацій (МНС) Казахстану зазначила, що поштовхи інтенсивністю 3,0 балів за 12-бальною шкалою також були відчутні у місті Актау.

### 2025
5 червня, о 16:04 (за місцевим часом), в Азербайджані стався відчутний (за шкалою інтенсивності МSK-64) землетрус магнітудою 3,7 балів (за шкалою Ріхтера). За даними Центру сейсмологічної служби при Національній академії наук Азербайджану, епіцентр землетрусу знаходився у Шамахинському районі. Гіпоцентр землетрусу залягав на глибині 4 км. Підземні поштовхи силою від 3,0 до 4,0 балів (за шкалою Ріхтера) також зафіксовано у населеному пункті Піркулі, гіпоцентр залягав на глибині 7 км.